# شاه مارک

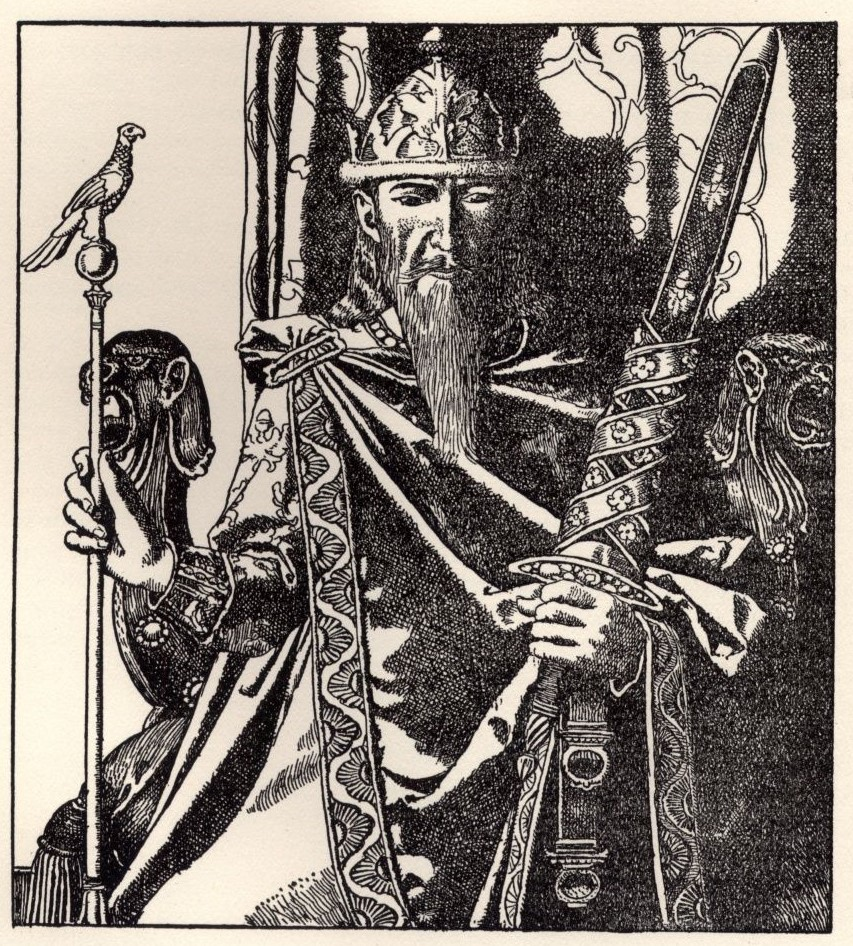
شاه مارک کورنوال

مارک پادشاه کورنوال در داستان تریستان و ایزولت می‌باشد. نام او از ایزد اسب سلتی‌ها اخذ شده است. تریستان که از شوالیه‌های شاه آرتور و خواهرزاده شاه مارک می‌باشد, به دنبال ایزولت, شاهدخت ایرلندی, می‌رود تا او را به نزد شاه مارک ببرد اما تریستان و ایزولت به علت نوشیدن از نوعی معجون عشق, عاشق یک دیگر می‌شوند. حتی بعد از ازدواج ایزولت با مارک, این دو با هم رابطه دارند. هنگامی که رابطه این دو افشا می‌شود, تریستان به بریتانی فرار می‌کند.